# 张继馨
张继馨（1926年—2023年1月4日），又名馨子，男，江苏武进人，中国画家、美术教育家。曾任江苏省文史研究馆馆员，苏州市美术家协会名誉主席，苏州工艺美术职工大学名誉校长，鹤园书画院院长。